# 沈濙
沈濙（1480年—？），字子源，號感齋，直隸蘇州府吳縣人，民籍，明朝政治人物。

## 生平
正德八年（1513年）癸酉科應天鄉試第五十六名舉人，十二年（1517年）中式丁丑科會試第三百五名，三甲第二百二十名進士。工部觀政，授刑部主事，謫蘄州同知，升涇王府長史，改南京鴻臚寺少卿。

## 家族
曾祖沈斌；祖父沈敏，知縣；父沈鉉。母楊氏。永感下。